# Maija Saari
Maija Karoliina Saari (Vaasa, 26 maart 1986) is een Fins voetbalspeelster die sinds 2017 actief is als verdediger bij HJK Helsinki in de Finse Naisten Liiga.

## Carrière

### Clubs
Majia Saari begon haar carrière in 2002 bij het Finse FC Honka Espoo in de Naisten Liiga en won drie jaar op rij (2006, 2007 en 2008) de nationale titel en werd kapitein van het team. In december 2008 tekende Saari een tweejarig contract bij het Zweedse Umeå IK. In 2011 ging ze bij Kolbotn Fotball voetballen in de Noorse Toppserien. Vanaf 2012 keerde ze terug naar Zweden waar ze speelde bij AIK Fotboll, Mallbackens IF en nogmaals AIK Fotboll. In december tekende ze een tweejarig contract bij het Noorse Stabæk Fotball Kvinner maar vertrok na zes maanden om bij Vålerenga Fotball Damer te gaan spelen. Op 1 januari 2017 keerde ze terug naar Finland en tekende een contract bij HJK Helsinki.

### Nationaal elftal
Saari debuteerde bij het Fins vrouwenelftal op 7 maart 2007 in de wedstrijd tegen Zweden in de Algarve Cup. Ze speelde van 2007 tot 2016 bij het Fins vrouwenelftal waarbij ze op 94 wedstrijden 11 maal scoorde. Saari speelde in alle vier de wedstrijden van Finland op het Europees kampioenschap voetbal vrouwen 2009. In juni 2013 viel Saari, op dat moment teamkapitein, uit net voor het Europees kampioenschap voetbal vrouwen 2013 wegens een knieblessure.

## Palmares
- 2012: Fins voetbalster van het jaar
- 2006, 2007, 2008: Winnaar Fins voetbalkampioenschap